# Knjige u 1643.
◄◄ | ◄ | 1639. | 1640. | 1641. | 1642.  | 1643. | 1644. | 1645. | ► | ►►
Arhitektura • Astronomija • Glazba • Kazalište • Kiparstvo • Knjige • Književnost • Kršćanstvo • Medicina • Politika • Pravo • Promet • Slikarstvo • Znanost
Knjige u 1642.

## Svijet
- Miyamoto Musashi objavio je svoj klasik Knjigu pet prstena.[1]

## Vanjske poveznice
|  | Zajednički poslužitelj ima još gradiva o temi Knjige iz 1643. |